# 倫帕爾蘭
倫帕爾蘭（瑞典語：Lumparland）是芬蘭的城鎮，由奧蘭群島負責管轄，距離瑪麗港35公里，面積87.06平方公里，最高點海拔高度30米，2013年人口397，人口密度為每平方公里10.95人。

## 外部連結
- Municipality of Lumparland （页面存档备份，存于） – Official website
- Map of Lumparland municipality